# La Chute de Mussolini
La Chute de Mussolini (Mussolini and I) est une télésuite internationale réalisée par Alberto Negrin et  diffusée en 1985.

## Synopsis
Pendant la Seconde Guerre mondiale, alors que les Allemands commencent à faiblir sous les assauts des troupes alliées, le comte Galeazzo Ciano, gendre de Benito Mussolini et bien qu’il soit l’un des ministres du gouvernement fasciste, après avoir essayé de persuader en vain son beau-père de rompre son alliance avec les nazis, va devenir l’un des artisans de sa chute.

## Fiche technique
- Titre : La Chute de Mussolini
- Titre alternatif francophone : Mussolini et Moi
- Titre d'origine : Mussolini and I
- Réalisation : Alberto Negrin
- Scénario : Alberto Negrin et Nicola Badalucco d’après son histoire
- Musique : Egisto Macchi
- Directeurs de la photographie : Armando Nannuzzi, Daniele Nannuzzi
- Son : Franco Borni
- Décors : Mario Garbuglia, Carlo Gervasi
- Costumes : Maurizio Millenotti
- Montage : Roberto Perpignani
- Pays d'origine :  Allemagne,  Espagne,  États-Unis,  France,  Italie,  Suisse
- Langue de tournage : anglais
- Producteurs : Mario Gallo, Enzo Giulioli
- Sociétés de production : Beta Film (Allemagne), TVE Productions (Espagne), Home Box Office (États-Unis), Antenne 2 (France), RAI (Italie), Filmalpha (Italie), Radiotelevisione svizzera di lingua italiana (Suisse)
- Sociétés de distribution : Home Box Office, Koch Entertainment Distribution, Seven 7
- Format : couleur — 1.33:1 (4/3) — son monophonique — 35 mm
- Genre : biographie, drame, guerre
- Durée : 240 minutes environ (4 h)
- Dates de diffusion : 
  - 15 avril 1985 en  Italie par la RAI
  - 1985 en  France par Antenne 2 (en 3 épisodes)

## Distribution
- Susan Sarandon : Edda Ciano
- Anthony Hopkins : le comte Galeazzo Ciano
- Bob Hoskins : Benito Mussolini
- Annie Girardot : Rachele Mussolini
- Barbara De Rossi : Clara Petacci
- Vittorio Mezzogiorno : Alessandro Pavolini
- Franco Fabrizi : Navarra
- Fabio Testi : Lorenzo
- Kurt Raab : Adolf Hitler
- Hans-Dieter Asner : Joachim von Ribbentrop

## Distinction
- 1987 : CableACE Award du meilleur acteur dans un téléfilm ou une mini-série pour Anthony Hopkins

## Vidéographie
- 2005 : La Chute de Mussolini — Durée 130 min (version courte) — 1 DVD  Région 2, Distribution Seven 7 (France).